# Epiparbattia gloriosalis
Epiparbattia gloriosalis är en fjärilsart som beskrevs av Caradja 1925. Epiparbattia gloriosalis ingår i släktet Epiparbattia och familjen Crambidae. Inga underarter finns listade i Catalogue of Life.